# Paranerita alboapicalis
Paranerita alboapicalis är en fjärilsart som beskrevs av Rothschild 1909. Paranerita alboapicalis ingår i släktet Paranerita och familjen björnspinnare. Inga underarter finns listade i Catalogue of Life.